# Motegi
Motegi (茂木町; Motegi-mači) je město v japonské prefektuře Točigi, okres Haga (芳賀).
V roce 2005 mělo město 16 403 obyvatel a hustotu osídlení 95 obyvatel na km². Celková rozloha města je 172,71 km².
Severovýchodně od vlakového nádráží se nachází hora Širojama, na kterou pěší výstup trvá 30 minut.